# Norrberg, Storumans kommun
Norrberg är en liten by i Storumans kommun i Västerbottens län. Byn ligger cirka 8 km västsydväst om Storuman. 
Det finns 2020 35 småhus och ett 27 boende, de flesta i den övre medelåldern. Vid sjön Sabotsen ligger byns badplats, fiskekort kan lösas för Sabotsen/Näsvattnet där finns sik, abborre och gädda. I byn finns en aktiv byaförening och en skoterklubb tillsammans med grannbyarna och en byastuga. På Sabosliden står Storumanmasten som är en 326 meter hög TV-mast som byggdes 1962. 

## Historik
Den 10 maj 1837 fick Adolf Larsson i Näsvattnet anläggningsutslag för nybygget Norrberg. Det fanns 62 skrinnland slåttermark. Bostaden skulle ligga på södra sluttningen av Sabotsliden 2,5 km NNO om Näsvattnets by. Åkerjord fanns till åtminstone 10 tunnland.  Nybygget fick 20 skattefrihetsår den 11 sept. 1857 och utökades med nybygget Adolfsberg som Adolf Larsson hade beviljats 1844. 